# Vitória Futebol Clube
O Vitória Futebol Clube MHIH • OB • MHIP, popularmente conhecido como Vitória de Setúbal, é um clube multidesportivo português fundado a um Domingo, 20 de Novembro de 1910 e sediado na cidade de Setúbal, Portugal. 
O Vitória é um dos clubes mais ecléticos do país, sendo que tem diversas modalidades (algumas delas já extintas), tais como: futebol, andebol, aikido, atletismo, basquetebol, chinquilho, ciclismo, futsal, ginástica, halterofilismo, hóquei em campo, jogo de pau, judo, karaté, natação, motorismo, pesca desportiva, polo aquático, râguebi, ténis, ténis de mesa, tiro, voleibol, xadrez, taekwondo e futebol de formação, tendo já vencido inúmeros troféus nacionais e internacionais. 
A modalidade principal do clube é o futebol, sendo que os principais feitos conquistados são 3 Taças de Portugal (1964-65, 1966-67, 2004-05), 1 Taça da Liga (2007-08), 1 Mini-Copa do Mundo (1970), 2 Troféus Ibéricos (1968, 1974), 1 Supertaça Ibérica (2005), 3 Taças Ribeiro dos Reis (1962-63, 1968-69, 1969-70) e 1 Troféu Teresa Herrera (1968). 
O Vitória é também o 7.º clube mais titulado do futebol nacional, é o 4.º clube com mais finais da Taça de Portugal (10, ao todo) além de ser também o 6.º clube com mais presenças no Campeonato Nacional da Primeira Liga, com 72 presenças. 
O lema do clube diz que o "Vitória não é grande, é ENORME".
O clube utiliza como cores principais o verde e o branco e a sua mascote é o "Sadino", um roaz corvineiro (espécie de golfinho que habita o Rio Sado).  
A 24 de Junho de 1932 foi feito Oficial da Ordem de Benemerência pela mão do então chefe de estado marechal Carmona, a 31 de Janeiro de 1986 foi feito Membro-Honorário da Ordem do Infante D. Henrique pela mão do então presidente Ramalho Eanes, e a 10 de Maio de 1999 foi feito Membro-Honorário da Ordem da Instrução Pública.

## História

Evolução das classificações do Vitória Futebol Clube desde 1938

### Origens (1903-1910)
No início do século XX, várias notícias correram Setúbal de que tinha chegado à cidade um novo desporto vindo de Inglaterra, o futebol.
Uma autêntica novidade na época, mas que começou logo rapidamente a ganhar projeção, muito devido aos recentes jogos que os jovens faziam entre si. Haviam aqueles, que mais abastados, jogavam nos terrenos do Bonfim com bolas de coiro e calçado próprio, enquanto que outros, mais necessitados, jogavam em qualquer parte da cidade, geralmente descalços e com bolas de trapos.
Em 1905, vários rapazes vindos da Casa Pia e que foram estudar para o Liceu, popularizaram ainda mais a modalidade, e nesse período foram fundados os primeiros clubes da cidade, entre os quais: o Grupo Académico, o União Futebol Avenida, o Ginásio Setubalense, o Bonfim Futebol Clube, o Sport Clube Académico, entre outros. No entanto, de entre todos os conjuntos da cidade, um se destacou de forma brilhante, o Setubalense Sporting Clube (que tinha como equipamento as listas verticais listadas a verde-e-branco).
O Setubalense Sporting Clube promovia várias festas de desporto, quer em terra como em mar, tais como: caça ao pato, corridas de canoas de pesca no Rio Sado, regatas a remo, corridas pedestres e de estafetas, provas de bicicleta, exercícios de ginástica e ainda os desafios de futebol, no qual participavam os nomes mais sonantes e importantes do desporto na cidade.

### Fundação e primeiros anos (1910-1920)
Em 10 de Novembro de 1910, as tensões crescentes entre os membros do Bonfim Futebol Clube (um dos mais populares clubes setubalenses) levaram Joaquim Venâncio, Henrique Santos e Manuel Gregório a abandonarem o mesmo e a resolverem fundar um novo grupo. Joaquim Venâncio incentivava os colegas dissidentes com a frase "A vitória será nossa!" e o clube Sport Vitória se chamou.
Pouco tempo depois, a 20 de Novembro, aderiram ao conjunto novos sócios, tais como Guilherme da Silveira, José Preto Chagas, Manuel Reimão e Gabriel Rouillé, e formou-se assim o Sport Vitória. 
Com a fundação do Sport Vitória, que adoptara como equipamento calção e camisola branca com gola e algibeira encarnada, deu-se o desaparecimento de outros clubes (entre os quais o Setubalense Sporting Clube), e todos os seus sócios aderiram em massa ao Sport Vitória, como os exemplos de: Matos Diniz, Duarte Catalão, Ernesto Viegas, António Ledo, Eurico Costa, Joaquim Gomes, Júlio Araújo, Mário Ledo, entre outros.
Em 5 de Maio de 1911, deu-se a primeira Assembleia Geral da história do clube, e nessa assembleia, por sugestão de Joaquim Correia da Costa (jornalista e escritor português), o clube passaria finalmente a denominar-se Vitória Futebol Clube. 
Nessa histórica primeira Assembleia Geral, também foi formada a primeira direção da história do Vitória, que ficou constituída pelos seguintes elementos: 
- Presidente - Manuel dos Santos Barreira;
- Vice Presidente - Mário Ledo;
- 1º Secretário - Manuel Reimão;
- 2º Secretário - António Ledo;
- Tesoureiro - Joaquim Venâncio;

- Capitão Geral - Matos Diniz;

Em 15 de Maio de 1911, o Vitória Futebol Clube disputou o primeiro jogo de futebol da sua história, tendo perdido por 0-7 frente ao Futebol Grupo Nacional, no Campo Público do Bonfim. 
No entanto, e mesmo após essa pesada derrota, os recentes sócios e adeptos do clube não esfriaram. Em 21 de Junho de 1912, o Vitória defrontou o Lisboa Futebol Clube e venceu por 1-0, num jogo que ficou marcado pela estreia das camisolas verde e brancas, herdadas do Setubalense Sporting Clube e que jamais deixou de usar. 
Em 1913, o Vitória adquiriu o seu primeiro recinto desportivo, o Campo dos Arcos (demolido em 1971), que foi oficialmente inaugurado em 15 de Setembro de 1913, num jogo entre o Vitória e o Benfica.
A partir dali, o Vitória iniciou a participação em Campeonatos inscrevendo-se na Associação de Futebol de Lisboa em 26 de Agosto de 1912, dado que ainda não existia o distrito de Setúbal. O primeiro jogo do clube vitoriano em Lisboa data de 7 de Maio de 1913, quando foi batido por 2-1 frente ao Telégrafo FC.  
Apesar de todos os domingos a equipa do Vitória ter que se deslocar a Lisboa (os lisboetas recusavam-se a ir jogar a Setúbal) os sucessos foram logo imediatos, e na época 1916-17, o Vitória conquista o Campeonato de Lisboa em 2ª categoria, sendo este considerado o primeiro troféu oficial da história do Vitória. 
Após este feito, o Vitória competiu pela primeira vez no Campeonato de Lisboa em 1ª categoria em 1918-19.
A força do Vitória não foi no entanto apenas restringida ao futebol e, durante a sua primeira década de vida, o clube prosperou em outros desportos, como o tiro, atletismo, ciclismo (a primeira modalidade da história do Vitória) e natação. 

### Primeira década de ouro (1920-1930)
Após a conquista do Campeonato de Lisboa em 2ª categoria em 1916-17, o Vitória repetiu o triunfo em 1921-22 e 1925-26. Tais conquistas obrigaram o clube a formar o seu grupo de honra, de modo a ombrear com alguns dos mais categorizados clubes de Lisboa da época, como o Sport Lisboa e Benfica, Sporting Clube de Portugal, Clube de Futebol Os Belenenses, Carcavelinhos Football Clube, Casa Pia Atlético Clube, Império Lisboa Clube, União Foot-Ball Lisboa, entre outros.
O Campeonato de Lisboa em 1ª categoria realizou-se entre as temporadas de 1906-07 e 1946-47, tendo o Vitória, apesar de todas as contrariedades, conseguido o título de campeão em 1923-24 e 1926-27. 
Em 1923-24, e depois da conquista do Campeonato de Lisboa da Segunda Divisão, o clube sadino foi convidado a disputar a final do Campeonato de Lisboa com o Casa Pia. O Vitória, com um golo de João dos Santos, venceu por 1-0 os "gansos" e conquistou assim o primeiro Campeonato de Lisboa da sua longa história.
Em 1926-27, o Vitória superiorizou-se a todos os clubes lisboetas e classificou-se em 1º lugar no Campeonato de Lisboa, com 23 pontos (mais 3 que o Belenenses, 2º classificado).
Como representante de Lisboa, o Vitória participou também no Campeonato de Portugal (prova antecessora da Taça de Portugal), à época, a única prova oficial realizada pela Federação. Na temporada 1923-24, no entanto, o Vitória foi eliminado logo na 1ª eliminatória pelo Olhanense. Mais tarde, devido à subida de rendimento do clube e no culminar de uma época memorável que foi 1926-27, a equipa do Vitória foi finalista do Campeonato de Portugal. Nessa espetacular campanha, o Vitória eliminou Despertar de Beja (12-0), Salgueiros (3-0), Sporting (1-0) e o Barreirense (1-0). Na final, realizada no Lumiar no dia 12 de Junho de 1927 contra o Belenenses, o Vitória acabaria por perder por 3-0, com golos de Augusto Silva e Silva Marques (2) para os "homens da cruz de Cristo". 
Mais tarde, e devido à criação do distrito de Setúbal, o Vitória abandonou a AF de Lisboa e fundou a AF de Setúbal, juntamente com outros clubes do recente distrito. 
Apesar da saída da AF de Lisboa, o Vitória continuou na senda dos bons resultados, com as vitórias no Campeonato de Setúbal em 1927-28 e 1928-29, a chegada às 1/2 finais do Campeonato de Portugal em 1927-28 (e a chegada aos 1/4 de final em 1928-29 e 1929-30) e tendo sido vencedor de vários troféus internacionais (no Brasil, por exemplo, onde conquistou em 1929 o Troféu Estado de São Paulo, vencendo por 3-1 o São Paulo). 
A grandiosidade do Vitória neste período, além da conquista de vários troféus nacionais e internacionais, ficou bem patente em jogos amigáveis com clubes de vários países, como o Sevilha (espanhol), o Real Bétis (espanhol), o Sombathelyi (húngaro), o MTK Budapeste (húngaro), o Ferencváros (húngaro), o Greuther Fürth (alemão), o Colo-Colo (chileno), o Vasco da Gama (brasileiro), o Atlético Mineiro (brasileiro), a Portuguesa de Desportos (brasileiro), a Portuguesa Santista (brasileiro), o America - RJ (brasileiro), o Real Fortuna Vigo (espanhol, antecessor do Celta de Vigo), o Iberia SC (espanhol, antecessor do Real Saragoça), o Club Esportiu Europa de Barcelona (espanhol), o Pontevedra CF (espanhol), ou as seleções paulista e carioca, que continham um misto dos melhores jogadores dos grandes clubes brasileiros desses estados daquele país.      
Também neste período, o Vitória teve nas suas equipas vários jogadores internacionais portugueses, como é o caso de João dos Santos, Armando Martins, Camolas, Octávio Cambalacho, Francisco Silva "Caramelo", Francisco Nazaré, Raúl Alexandre, Joaquim Ferreira, Matias Carlos, Eduardo Augusto, Aníbal José, entre outros.

### Pós-Anos 20 e Estabilidade na Primeira Divisão Nacional (1930-1962)
Em 1934-35, o Vitória é um dos oito clubes fundadores do Campeonato Nacional da Primeira Divisão, tendo-se classificado logo na primeira temporada em 5º lugar. Em 1935-36, mais uma boa classificação, outra vez com um óptimo 5º lugar. Infelizmente, na época seguinte, a equipa não praticou um futebol bonito, e acabou por descer de divisão.
Voltou em 1939-40, mas não se aguentou e voltou a descer em último lugar com apenas 1 vitória em todo o Campeonato e apenas 7 golos marcados!!! 
Em 1942-43, graças a uma excelente época, o Vitória consegue a tão ansiada subida de divisão e chega pela primeira vez na sua história à final da Taça de Portugal, graças a uma meia-final espetacular onde vence o categorizado Porto por 7-0. Na final, a experiência do Benfica contou mais e o Vitória acabou derrotado por 5-1, com o golo solitário marcado por Amador. Nem mesmo com tamanha derrota o clube se atemorizou, e para a história fica a invasão de mais de 10.000 vitorianos às Salésias e a criação do que foi para a posterioridade uma das maiores legiões de adeptos da história do futebol nacional, o temido VIII Exército. 
Na temporada 1943-44, começa o começo da afirmação do Vitória na Primeira Divisão portuguesa, que dura até aos dias de hoje. Nesses anos da década de 40 o Vitória chega a uma final da Taça de Portugal, vence o Campeonato de Setúbal por 4 vezes (em 1943-44, 1944-45, 1945-46 e 1946-47) e consegue as seguintes classificações na Primeira Divisão:
- 1943/44- 7º lugar; 18 jogos; 7 vitórias, 3 empates e 8 derrotas; 52 golos marcados, 50 golos sofridos; 17 pontos;
- 1944/45- 5º lugar; 18 jogos; 9 vitórias, 1 empate e 8 derrotas; 44 golos marcados e 49 golos sofridos; 19 pontos;
- 1945/46- 7º lugar; 22 jogos; 8 vitórias, 2 empates e 12 derrotas; 47 golos marcados e 59 golos sofridos; 18 pontos;
- 1946/47- 9º lugar; 26 jogos; 8 vitórias, 4 empates e 14 derrotas; 45 golos marcados e 50 golos sofridos; 20 pontos;
- 1947/48- 10º lugar; 26 jogos; 8 vitórias, 3 empates e 15 derrotas; 38 golos marcados e 64 golos sofridos; 19 pontos;
- 1948/49- 11º lugar; 26 jogos; 8 vitórias, 4 empates e 14 derrotas; 39 golos marcados e 61 golos sofridos; 20 pontos;
- 1949/50- 10º lugar; 26 jogos; 10 vitórias, 3 empates e 13 derrotas; 50 golos marcados e 70 golos sofridos; 23 pontos;

Neste período, o Vitória estabiliza-se na Primeira Divisão e tem vários bons jogadores, como é o caso de Francisco Rodrigues, que foi o melhor marcador do Campeonato em 1943-44 e 1944-45, (com 28 e 21 golos respectivamente) Aníbal Rendas, António Figueiredo, Baptista, Pina, Nunes, Francisco Primo, Jacinto Forreta, Vasco, Campos, Montês, Passos, Cardoso Pereira, Armindo, entre outros.
No começo da década seguinte, o Vitória acaba o campeonato de 1950-51 em posição confortável, mas no último jogo do campeonato (vitória sadina por 2-1 frente ao Oriental) supostamente houve subornos de dirigentes do Vitória a jogadores do Oriental e o Vitória acabou relegado para a Segunda Divisão. Finda uma época no escalão secundário, em 1952-53 o Vitória volta à principal competição do futebol nacional com uma nova geração de jogadores (a antecessora da geração de ouro do clube). As enchentes nos Arcos contra qualquer clube eram uma constante e o Vitória entra logo em 1952-53 com um espetacular 6º lugar no Campeonato. 
Na época seguinte, o Vitória não se classifica assim tão bem no campeonato mas é na Taça que o clube deixa as suas melhores impressões, chegando pela segunda vez na sua história à final da "prova rainha" em 1953-54. O Vitória enfrenta na final o Sporting, após ter eliminado o Boavista nas 1/2 finais com uma espetacular reviravolta de 6-0 nos Arcos (contra a derrota no Porto por 6-2) que colocou o Vitória no Estádio Nacional. Na final, que foi muito polémica, o Vitória acabou derrotado por 3-2, mas diz quem esteve lá e viveu esses momentos, que o Vitória foi completamente ''assaltado'' pelo árbitro, que no terceiro golo do Sporting não viu (ou não quis ver) o nítido fora de jogo. Os golos sadinos foram marcados por Soares. Após tanto escândalo, a equipa do Vitória foi recebida em Setúbal em festa e os sócios e adeptos do Vitória entregaram a Taça Recompensa aos jogadores, em honra daqueles que teriam sido os verdadeiros vencedores do troféu. 
Também na época 1956-57, a presença na final do Jamor foi quase uma certeza, mas o Vitória não aguentou a vitória conquistada uma semana antes por 1-0 frente ao Covilhã, e na cidade dos 'leões da serra' o clube sadino perdeu por 3-0. Durante toda a década de 50 o Vitória alcançou razoáveis posições na liga, estabilizando-se nos lugares a metade da tabela:
- 1950/51- 12º lugar; 26 jogos; 8 vitórias, 4 empates e 14 derrotas; 31 golos marcados e 58 golos sofridos; 20 pontos;
- 1952/53- 6º lugar; 26 jogos; 11 vitórias, 5 empates e 10 derrotas; 40 golos marcados e 33 golos sofridos; 27 pontos;
- 1953/54- 12º lugar; 26 jogos; 7 vitórias, 4 empates e 15 derrotas; 51 golos marcados e 66 golos sofridos; 18 pontos;
- 1954/55- 8º lugar; 26 jogos; 8 vitórias, 6 empates e 12 derrotas; 37 golos marcados e 52 golos sofridos; 22 pontos;
- 1955/56- 9º lugar; 26 jogos; 7 vitórias, 6 empates e 13 derrotas; 57 golos marcados e 64 golos sofridos; 20 pontos;
- 1956/57- 10º lugar; 26 jogos; 8 vitórias, 4 empates e 14 derrotas; 40 golos marcados e 59 golos sofridos; 20 pontos;
- 1957/58- 11º lugar; 26 jogos; 9 vitórias, 4 empates e 13 derrotas; 37 golos marcados e 59 golos sofridos; 22 pontos;
- 1958/59- 6º lugar; 26 jogos; 11 vitórias, 5 empates e 10 derrotas; 53 golos marcados e 64 golos sofridos; 27 pontos;
- 1959/60- 13º lugar; 26 jogos; 5 vitórias, 8 empates e 13 derrotas; 26 golos marcados e 52 golos sofridos; 18 pontos;

Neste período, o Vitória teve alguns dos seus melhores jogadores de sempre do clube, como é o caso de Emídio Graça, Artur Vaz, Soares, Pinto de Almeida, Inácio, António Fernandes, Casaca, Orlando Barros, João Mendonça, Manuel Joaquim, Miguel Diogo, Polido, Bira, Baptista, Francisco Primo e Jacinto Forreta (estes últimos também jogadores na década anterior), entre outros. É esta geração de jogadores que segundo os adeptos setubalenses, foram os grandes impulsionadores para a geração seguinte, a de 60 e 70, que quase foi campeã nacional. 
É também nesta década de 50 que foi começada a construção do Estádio do Bonfim, muito por causa da obra do presidente Mário Ledo, que comprou os terrenos do Bonfim e mandou à construção dum estádio que fosse mais digno do clube que era o Vitória, pois o Campo dos Arcos já era minúsculo para as ambições do ENORME.
Em 1959-60, e muito por causa dessa 'geração de 50' já estar veterana, o Vitória acabou por descer de divisão. Curiosamente, foi a partir daqui que o clube sadino montou as alicerces para o que viria a ser uns anos depois.
Em 1960-61, o Vitória não consegue a subida de divisão (ficou em 3º na Zona Sul) e fica-se pelos 1/4 de final da Taça de Portugal (apesar de ter derrotado por 4-1 o campeão europeu Benfica e 1-0 o Sporting). Tudo viria a ser feito na época seguinte, com a subida de divisão alcançada no último jogo de sempre realizado nos Arcos (vitória por 3-1 contra o Braga) e a tão esperada final da Taça de Portugal. Mais uma vez, não foi à terceira que o Vitória a venceu, tendo perdido desta feita por 3-0 contra o Benfica, mas o 'Super-Vitória' estaria quase a chegar.

### A era dourada (1962-1974)

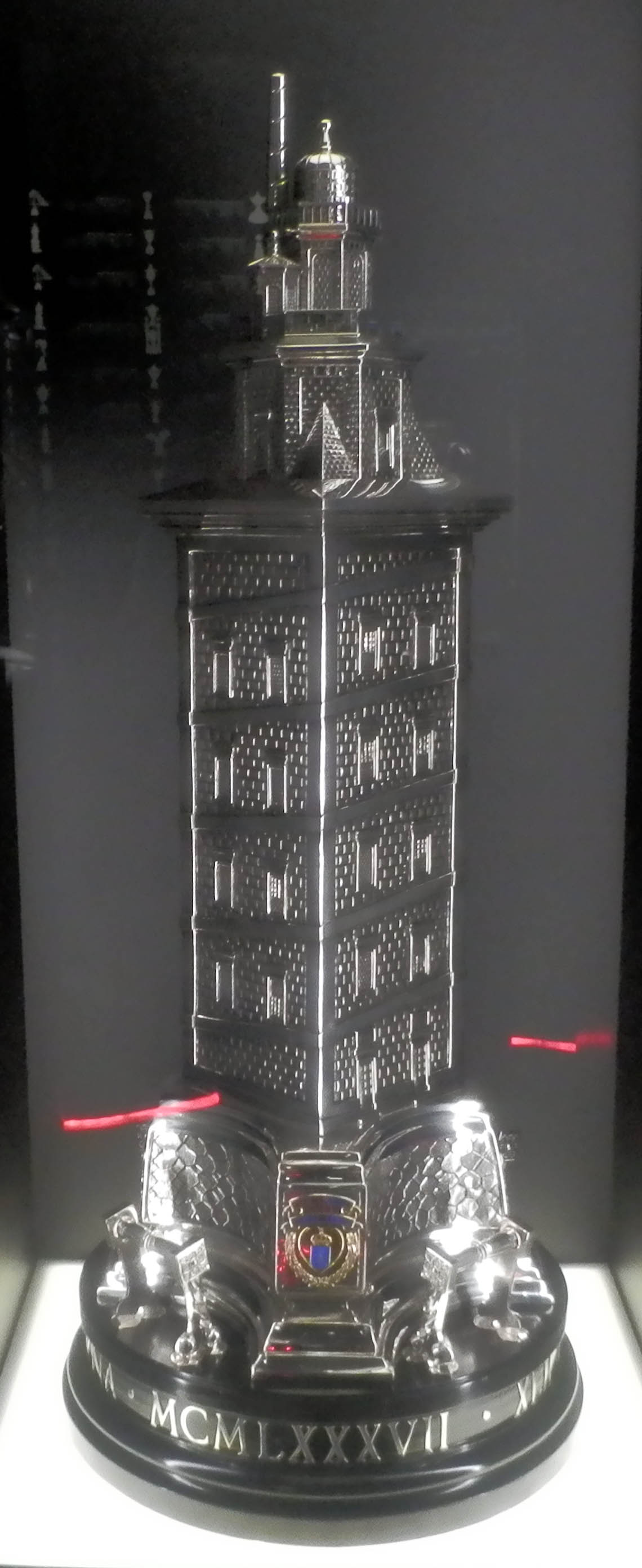
O Vitória ganhou o Troféu Teresa Herrera em 1968.

Em 16 de Setembro de 1962, foi inaugurado o tão esperado Estádio do Bonfim com capacidade para 35.000 lugares, tendo sido na altura um dos mais modernos e mais bonitos estádios portugueses a ser construídos. Com a construção do Estádio do Bonfim, o Vitória passou a ter um futuro muito risonho, e estreou-se logo nas competições europeias no ano de estreia do Bonfim, em 1962-63.
A nível interno, o Vitória cada vez mais ganhava 'peso'. Em 1962-63, além de se ter estreado nas competições europeias (mais precisamente na Taça das Taças) o clube alcançou ainda o digno 9º lugar na Primeira Divisão e a conquista do Troféu Ribeiro dos Reis (que conquistaria também em 1968-69 e 1969-70). 
Em 1963-64, o Vitória ficou em 7º no campeonato e chegou aos 1/4 de final da Taça de Portugal. 
Em 1964-65, o Vitória melhorou a sua classificação, conseguindo um 5º posto no campeonato e após anos e anos, conquistou a sua primeira Taça de Portugal, vingando-se da derrota 3 anos antes, vencendo o Benfica por 3-1 (com golos de José Maria, Jaime Graça e Armando), um resultado justo e que carimbou o Vitória para os grandes êxitos. 
Em 1965-66, o clube voltou a classificar-se em 5º no campeonato e voltou a ir à final da Taça de Portugal, desta vez defrontando o Braga (a quem tinha ganho duas semanas antes por 8-1) mas a sorte sorriu aos bracarenses, que venceram por 1-0 o detentor do troféu. 
O Vitória não desistiu e em 1966-67, após mais uma vez tendo-se classificado em 5º no campeonato, conquistou a sua segunda Taça de Portugal, batendo a Académica (vice-campeã nacional nessa época) por 3-2 (com golos de José Maria, Guerreiro e Jacinto João), num jogo que durou 144 minutos, fruto de dois prolongamentos. Esta final de 1967, aliás, é considerada por muitos como a melhor final de sempre da Taça de Portugal, muito por causa do futebol das duas equipas e da rivalidade simpática que existia entre os adeptos das duas. 
Em 1967-68, o Vitória alcançou um feito histórico, tendo mais uma vez classificando-se em 5º no campeonato e chegado mais uma vez à final da Taça de Portugal, a 4ª consecutiva. Desta vez, enfrentou o Porto, mas os dragões levaram a melhor e venceram por 2-1, com golo sadino a ter sido marcado por Pedras, numa final que não teve favoritos (já se pode ver bem a grandeza do Vitória nesses tempos). 
Em 1968-69, o Vitória alcança a sua melhor classificação no campeonato até então, um magnífico 4º lugar. Mas as surpresas não acabariam aqui, porque apesar da saída do mestre Fernando Vaz no final dessa temporada, veio para o seu lugar o mestre José Maria Pedroto.
E com José Maria Pedroto, viu-se o melhor Vitória FC de todos os tempos, que de 1969 a 1974 imiscui-se entre Sporting e Benfica na luta pelo troféu, alcançando três vezes o 3º lugar (em 1969-70, 1972-73 e 1973-74), uma vez o 4º (em 1970-71, igualando o 4º lugar de 1968-69) e uma vez o 2º lugar (em 1971-72), a melhor classificação do clube na Primeira Divisão, além de ter alcançado mais uma vez a final da Taça de Portugal em 1972-73, perdida contra o Sporting outra vez por 3-2 (com golos vitorianos marcados por Duda  e Vicente).  
A nível internacional, também o Vitória forjou o seu nome como um dos maiores clubes da Europa, vencendo a Mini-Copa do Mundo em 1970, a Taça Teresa Herrera em 1968, 2 Troféus Ibéricos em 1968 e 1974, o Troféu Palma de Maiorca em 1970, o Troféu Primaz de Badajoz em 1973, entre muitos outros. Ainda no ano de 1970, foi inaugurada a iluminação do Estádio do Bonfim, passando assim a poder receber jogos à noite. A juntar a isso, também os adeptos do Vitória se destacavam, tendo sido considerada a mais apaixonada massa associativa do país, enchendo o Bonfim com qualquer outro clube (como fazia nos Arcos, anos antes) e invadindo qualquer campo ou estádio fora.
Neste período de ouro do Super-Vitória europeu, destacaram-se jogadores como Jacinto João, o melhor jogador de sempre do Vitória, José Maria, Conceição, Tomé, Arcanjo, José Torres, Carlos Cardoso, Herculano, Duda, José Mendes, Carriço, Rebelo, Octávio Machado, Matine, Câmpora, Vital, Wágner, Guerreiro, Vítor Baptista, Figueiredo, Alfredo Moreira, Jaime Graça, Mourinho Félix, Quim, Carlos Manuel, Pedras, Vaz, Torpes, Augusto, Petita e Caíca, entre outros.

### O Vitória nas competições europeias
Em 1962-63, o Vitória estreou-se nas competições europeias, mais precisamente na Taça das Taças, graças a uma temporada 1961-62 inesquecível onde chegou à final da Taça de Portugal. O Vitória, apesar de ter perdido por 3-0 essa final, foi o representante português como vencedor da Taça de Portugal na competição, pois o Benfica já se tinha qualificado para a Taça dos Campeões Europeus. No sorteio, calhou ao Vitória o Saint-Étienne, o melhor clube francês da época. O Vitória acabou eliminado da competição logo à 1ª Eliminatória, porque mesmo apesar de ter empatado 1-1 em França (até esteve a ganhar 0-1 com um golo de Mateus) os franceses venceram o clube português no Bonfim por 0-3, valendo a sua experiência europeia, contra a quase nenhuma do Vitória.
Em 1965-66, o Vitória voltou outra vez à Taça das Taças, como representante português por ter ganho em 1964-65 a Taça de Portugal ao Benfica. Desta vez, calhou ao Vitória o Aarhus, clube da Dinamarca. O clube setubalense voltou a ser eliminado pelos dinamarqueses, por estes terem ganho na Dinamarca por 2-1 (golo vitoriano de Quim) e de terem vencido no Bonfim também por 1-2 (golo vitoriano de Jaime Graça). 
Em 1966-67, o Vitória estreou-se na Taça das Cidades com Feira (depois Taça UEFA, atual Liga Europa) devido ao 5º lugar alcançado na Primeira Divisão de 1965-66. Após o Vitória ter passado automaticamente logo a Primeira Eliminatória, nos 1/8 de final, coube ao clube sadino a poderosa Juventus. A "vecchia signora" fez pelo nome e eliminou tranquilamente o Vitória (3-1 em Itália e 0-2 em Lisboa). 
Em 1967-68, o Vitória carimbou a sua última participação na Taça das Taças, eliminando o Fredikstad da Noruega e acabando eliminado pelo Bayern de Munique (que na altura tinha Gerd Muller, Sepp Maier e Beckenbauer no plantel). 
Com já alguma experiência nestas competições, o Vitória alcançou pela primeira vez os 1/4 de final da Taça das Cidades com Feira em 1968-69. O seu percurso na competição foi espetacular, eliminando primeiro o Linfield Belfast (o campeão da Irlanda do Norte), depois o Lyon (com um espetacular 5-0 em casa diante de um Bonfim cheio) e depois a Fiorentina (com um 3-0 em casa). Nos 1/4 de final, calhou ao Vitória o Newcastle United de Inglaterra. O Vitória, que estava empolgado para passar desta vez às 1/2 finais, acabou surpreendido pelas más condições climatéricas em Inglaterra e acabou por perder por 5-1. Na segunda mão, a pedido do então presidente Fernando Pedrosa que os adeptos enchessem o estádio e não deixassem de apoiar a equipa, os setubalenses não desistiram e venceram mesmo por 3-1 os ingleses, mas não foi suficiente, e o Vitória caiu em pleno Bonfim. Em 1969-70, o Vitória chega aos 1/8 de final da Taça das Cidades com Feira, eliminando primeiro o Rapid Bucareste e depois o Liverpool (em pleno Anfield Road) e acabando eliminado pelo Hertha de Berlim (com uma derrota totalmente injusta por 1-0 na Alemanha). 
Em 1970-71, o Vitória alcançou mais uma vez os 1/4 de final da Taça das Cidades com Feira, eliminando desta vez o Lausanne, o Hadjuk Split (campeão jugoslavo), o Anderlecht e acabando eliminado pelo Leeds United. 
Em 1971-72, o Vitória alcança pela terceira vez os 1/8 de final da Taça UEFA (antiga Taça das Cidades com Feira) eliminando o Nîmes, o Spartak de Moscovo (foi a primeira vez que uma equipa russa veio a Portugal) com um espetacular 4-0 em casa (maior enchente de sempre do Estádio do Bonfim, com 40.000 pessoas) e acabando por ser eliminado surpreendentemente pelo UT Arad. 
Em 1972-73, talvez a melhor prestação do Senhor Vitória (como era conhecido e temido naquele tempo) em provas europeias, chegando à mesma aos 1/4 de final da Taça UEFA, mas eliminando o Zaglebie (campeão polaco) com uns escandalosos 6-1 em casa, a Fiorentina e o Inter de Milão. Nos 1/4 de final, a passagem às 1/2 finais foi quase uma certeza, pois o Vitória estava a vencer o Tottenham por 2-0 em casa e no último minuto de jogo, o Tottenham fez o 2-1, num dos momentos mais tristes da história do Vitória, em que os vitorianos já preparavam a inédita ida às 1/2 finais da competição. 
Na época seguinte, o Vitória chegou mais uma vez (como era hábito) aos 1/4 de final da Taça UEFA, eliminando o Beerschot, o Molenbeek e o Leeds United, e acabando por ser eliminado pelo Estugarda. 
Em 1974-75 (já após o 25 de Abril) o Vitória acabou por sucumbir logo na primeira eliminatória frente ao Saragoça (perdendo por 4-0 em Espanha). 
Em 1975-76, o Vitória desta vez participou na Taça Intertoto, ficando em 2º lugar no Grupo 10. Após esta última presença na Taça Intertoto, o Vitória teve que esperar mais de 20 anos para poder voltar a participar numa competição europeia, e essa vez chegou em 1999-2000, com o Vitória a ser eliminado pela Roma logo na 1ª Eliminatória, graças a um autêntico atropelamento em Itália (vitória da Roma por 7-0), não valendo de nada a vitória em casa por 1-0. Em 2005-06, graças à vitória na Taça, o clube teve a chance de participar novamente na Taça UEFA, tendo sido eliminado muito injustamente pela Sampdoria. 
Em 2006-07 e em 2008-09, o Vitória alcançou as suas últimas presenças na Taça UEFA, tendo sido eliminado em ambas pelo Heerenveen da Holanda. 
Percurso do Vitória nas competições europeias:
- 1962/63- Taça das Taças; 2 jogos; 1ª Eliminatória; Saint-Étienne (França) 1-1; 0-3
- 1965/66- Taça das Taças; 2 jogos; 1ª Eliminatória; Aarhus (Dinamarca) 1-2; 1-2
- 1966/67- Taça das Cidades com Feira; 2 jogos; 1/8 de final; Juventus (Itália) 1-3; 0-2
- 1967/68- Taça das Taças; 4 jogos; 1/8 de final; Fredikstad (Noruega) 5-1; 2-1
- Bayern de Munique (Alemanha) 2-6; 1-1
- 1968/69- Taça das Cidades com Feira; 8 jogos; 1/4 de final; Linfield Belfast (Irlanda do Norte) 3-0; 3-1
- Lyon (França) 5-0; 2-1
- Fiorentina (Itália) 3-0; 1-2
- Newcastle (Inglaterra) 1-5; 3-1
- 1969/70- Taça das Cidades com Feira; 6 jogos; 1/8 de final; Rapid Bucareste (Roménia) 3-1; 4-1
- Liverpool (Inglaterra) 1-0; 2-3
- Hertha de Berlim (Alemanha) 1-1; 0-1
- 1970/71- Taça das Cidades com Feira; 8 jogos; 1/4 de final; Lausanne (Suíça) 2-0; 2-1
- Hadjuk Split (Croácia) 2-0; 1-2
- Anderlecht (Bélgica) 1-2; 3-1
- Leeds United (Inglaterra) 1-2; 1-1
- 1971/72- Taça UEFA; 6 jogos; 1/8 de final; Nîmes (França) 1-0; 1-2
- Spartak de Moscovo (Rússia) 0-0; 4-0
- UT Arad (Roménia) 0-3; 1-0
- 1972/73- Taça UEFA; 8 jogos; 1/4 de final; Zaglebie Sosnowiec (Polónia) 6-1; 0-1
- Fiorentina (Itália) 1-0; 1-2
- Inter de Milão (Itália) 2-0; 0-1
- Tottenham (Inglaterra) 0-1; 2-1
- 1973/74- Taça UEFA; 8 jogos; 1/4 de final; Beerschot (Bélgica) 2-0; 2-0
- Molenbeek (Bélgica) 1-0; 1-2
- Leeds United (Inglaterra) 0-1; 3-1
- Estugarda (Alemanha) 0-1; 2-2
- 1974/75- Taça UEFA; 2 jogos; 1ª Eliminatória; Saragoça (Espanha) 1-1; 0-4
- 1975/76- Taça Intertoto; 6 jogos; 2º Lugar no Grupo 10; Celik Zenica (Bósnia e Herzegovina) 1-2; 1-1
- Banik Ostrava (República Checa) 2-1; 0-1
- Elfsburgo (Suécia) 2-0; 1-1
- 1999/00- Taça UEFA; 2 jogos; 1ª Eliminatória; AS Roma (Itália) 0-7; 1-0
- 2005/06- Taça UEFA; 2 jogos; 1ª Eliminatória; Sampdória (Itália) 1-1; 0-1
- 2006/07- Taça UEFA; 2 jogos; 1ª Eliminatória; Heerenveen (Holanda) 0-3; 0-0
- 2008/09- Taça UEFA; 2 jogos; 1ª Eliminatória; Heerenveen (Holanda) 1-1; 2-5

| Competição                 | Jogos | Vitórias | Empates | Derrotas | Golos marcados | Golos sofridos | Maior alcance                    |
| -------------------------- | ----- | -------- | ------- | -------- | -------------- | -------------- | -------------------------------- |
| Taça das Taças             | 8     | 2        | 2       | 4        | 13             | 17             | 1/8 de final (1967-68)           |
| Taça das Cidades com Feira | 24    | 13       | 2       | 9        | 46             | 31             | 1/4 de final (1968-69 e 1970-71) |
| Taça UEFA                  | 32    | 12       | 6       | 14       | 36             | 42             | 1/4 de final (1972-73 e 1973-74) |
| Taça Intertoto             | 6     | 3        | 2       | 1        | 7              | 5              | 2º lugar no Grupo 10 (1975-76)   |
| Total                      | 70    | 30       | 12      | 28       | 102            | 95             |                                  |

### Momentos de crise e mais glórias (1974-2008)
Depois do 25 de Abril o Vitória perdeu alguma pujança no futebol português, deixando de lutar pelo título nacional, muito devido à "lei da rolha" que dizia que os jogadores eram livres de irem para que clube quisessem, e da quebra das fábricas conserveiras (o grande ganha-pão do Vitória) depois do golpe de estado em 1974. Ainda assim, durante todo o resto da década de 70, o Vitória continuou a ter sempre boas classificações no campeonato nacional, além de continuar a vencer torneios internacionais, como é o caso do prestigiado Torneio Cidade de Zamora em 1981, e de continuar a dar alguns jogadores à seleção A, mas já sem a força da primeira metade da década.
Nos anos 80, o clube continuou a fazer resultados razoáveis no campeonato, mas a crise estava à vista de todos e o Vitória FC desceu de divisão em 1985-86, após mais de 2 décadas seguidas com os 'grandes'. O clube, no entanto, muito com a força dos seus associados, subiu de divisão logo no ano seguinte e em 1987-88 estava de volta à Primeira Divisão, agora muito melhor financeiramente e com uma equipa de estrelas, com Mészáros, Jorge Martins, Crisanto, Quim, Edmundo, Jorge Ferreira, Flávio, Dito, Jaime Pacheco, Mladenov, Jordão, Manuel Fernandes, Aparício, Vítor Madeira e Roçadas, entre outros. No final da década de 80, esperava-se que o clube voltasse aos 'velhos tempos', mas em 1990-91 a surpresa abalou tudo e todos e o Vitória caiu novamente na Segunda Divisão. 
Só em 1993-94 o Vitória voltou à competição maior, e mesmo assim começou o campeonato horrivelmente. No entanto, o clube ergueu-se e após a vitória por 5-2 frente ao Benfica os 'sadinos' acabaram o campeonato em 6º lugar, a apenas 4 pontos da Taça UEFA. Yekini, com 21 golos, foi o melhor marcador do campeonato, como aliás, já tinha sido na Segunda Liga em 1992-93, com 34 golos. No entanto, o Vitória estava mergulhado numa crise que não tardava em passar, e em 1994-95 desceu novamente de divisão, em último lugar no campeonato nacional.  
Sobe novamente em 1996-97 e em 1998-99, o Vitória conseguiu o 5º lugar na liga, e chegou mesmo à Taça UEFA, depois de 23 anos. No entanto, em 1999-00, o Vitória desceu mais uma vez, não aguentando o ritmo das competições europeias com a Taça de Portugal e o Campeonato. Até 2004-05 o Vitória caiu mais 1 vez, mas é precisamente no ano de novo regresso à Primeira Liga que o Vitória volta aos seus grandes momentos, vencendo o Benfica por 2-1 na final da Taça de Portugal. Também em 2005, o Vitória venceu a Supertaça Ibérica, vencendo por 2-1 o Bétis. 
Em 2005-06 como que revivendo a sua época dourada, o Vitória voltava à final da Taça de Portugal, desta vez para perder com o FC Porto por 1-0. Pelo meio o Vitória perdeu as duas finais da Supertaça com Benfica (1-0) e FC Porto (3-0), mas em 2007/08 numa época memorável e comandados por Carlos Carvalhal, os sadinos chegam novamente à Europa com um 6º lugar, chegam à meia-final da Taça de Portugal e conquistam a Taça da Liga batendo na final o Sporting após desempate por grandes penalidades. (3-2 nas grandes penalidades). 

### Últimos anos, queda dos principais escalões e falhas de licenciamento (2008-Presente)
Nos últimos anos, o Vitória tem vivido tempos difíceis, lutando na maior parte das vezes pela manutenção na Primeira Liga Portuguesa. O clube tem atualmente 9.400 sócios e a melhor classificação que teve nos últimos tempos foi um 7º lugar na Liga portuguesa em 2013-14. O Vitória chegou também por duas vezes às 1/2 finais da Taça da Liga em 2014-15 e 2016-17, e atingiu também os 1/8 de final da Taça de Portugal em 2013-14 e 2016-17. Na época 2017/2018 o Vitória chegou de novo à final da Taça da Liga, perdendo para o Sporting nos penáltis (5-4), depois do jogo ter terminado 1-1. Em 2020, o Vitória, juntamente com o Aves, foi rebaixado para os campeonatos não profissionais (Campeonato de Portugal) após ter falhado o licenciamento para permanecer na Primeira Liga e Segunda Liga, ficando o Portimonense na 1ªLiga, substituindo o Vitória.. Na época de 2020/21 o Vitória de Setúbal jogou o acesso para a Liga 3 no Campeonato de Portugal ficou no 3º Classificado, a frente do União de Leiria, que garantiu a estreia da nova prova do Terceiro Escalão da FPF. Entre as épocas de 2021/22 e 2022/23, o Vitória disputou a Liga 3 para marcar o regresso aos sócios que substituir em 2020/21, devido a COVID-19. O Vitória de Setúbal ficou no último lugar na Série B da fase de apuramento para a Liga 2 atrás do União de Leiria. Em 2022/23, o Vitória de Setúbal não conseguiu assegurar a manutenção para a Liga 3, sendo despromovido novamente ao Campeonato de Portugal (quatro escalão portuguesa). Em Maio/Junho/Julho de 2024, após falhar licenciamento para a Liga 3 e no Campeonato de Portugal, o Vitória de Setúbal não conseguiu o licenciamento para a época de 2024/25 no Terceiro Escalão, sendo acabou relegado para a Segunda Divisão Distrital (6º Escalão de um Futebol em Portugal) e na Liga 3 escolheu a União de Santarém, que veio substituir a equipa do Sado.

## Símbolos do clube

### Emblema e cores
O símbolo do Vitória Futebol Clube inclui um castelo com três torres (representando os três castelos da região: Castelo de S. Filipe, Castelo de Palmela e Forte de Sesimbra), uma roda de bicicleta (uma das modalidades principais na génese do clube), um pergaminho com o local e data de fundação, um ramo de Oliveira (representando a vitória e os valores de honra a ela associados de acordo com a mesma simbologia na Grécia Antiga), uma bola de futebol e um escudo verde e branco. Sabe-se ainda que o Vitória teve antes dois símbolos, muito mais simples, do qual sobressai à mesma o escudo verde-e-branco com os dizeres "V.F.C." Não se sabe, no entanto, com exatidão, a origem e os motivos que justificaram a evolução do emblema.

### Equipamentos
- 2017–18

| 1º Equipamento | 2º Equipamento | 3º Equipamento |

- 2016–17

| 1º Equipamento | 2º Equipamento | 3º Equipamento |

## Modalidades
O Vitória Futebol Clube sempre foi um um clube eclético, tendo sido sempre um dos clubes nacionais com mais modalidades no país, e com isso, um dos que têm mais troféus.
O Vitória FC (sem ser o futebol sénior) teve as seguintes modalidades na sua rica e longa história: 
- Aikido
- Andebol
- Atletismo
- Basquetebol
- Chinquilho
- Ciclismo
- Futebol de Formação
- Futebol de Salão
- Futsal
- Ginástica
- Halterofilismo
- Hóquei em Campo
- Jogo de Pau
- Judo
- Karaté
- Motorismo
- Natação
- Pesca Desportiva
- Pólo Aquático
- Râguebi
- Taekwondo
- Ténis
- Ténis de Mesa
- Tiro
- Voleibol
- Xadrez

### Aikido
A secção de aikido do Vitória FC surgiu em 1977, por iniciativa do Engenheiro Carmo Ferreira. Em 1982 foi aberta a classe de crianças. Em meados dos anos 80 do século XX, a direcção do Vitória propôs à secção de aikido a construção de um ginásio sob as bancadas do Estádio do Bonfim. Esta tratou de contactos e apoios para erguer esse espaço, que foi inaugurado em 1988 com a designação de ''Ginásio 5''. Em todos estes anos, passaram cerca de 1.000 praticantes pelas classes de Aikido do Vitória e nela foram formados 15 cintos pretos, não havendo nenhum outro clube em Portugal que tenha igualado esse número. Foram eles: Manuel Galrinho (5º dan), António Galrinho (4º dan), Carmo Ferreira (3º dan), Eunice Palhano, Heitor Manuel Matos, José Miguel Sanches, Pinto Marques, Rodrigo Gouveia (2º dan), Carlos Salsinha, Conceição Mascarenhas, Heitor Miguel Matos, José Gomes da Silva, Luís Eiras, Manuel Simões e Mário Chaínho (1º dan). A secção de aikido já recebeu comitivas de outros países e esteve presente em vários encontros no estrangeiro: Espanha, França, Suíça, Bélgica, Inglaterra, Marrocos, Brasil e Japão, sendo por isso e por mais razões uma das mais históricas modalidades do Vitória Futebol Clube.

### Andebol
O andebol foi introduzido no Vitória de Setúbal em 1957, após a realização de um Torneio Popular de Andebol de "7" organizado pelo jornal "O Setubalense", e em que participaram várias equipas constituídas, principalmente, por praticantes da modalidade nos principais estabelecimentos de ensino de Setúbal que competiam nos Campeonatos da Mocidade Portuguesa. Devido ao sucesso do Torneio e à popularidade da modalidade, a direcção do Vitória, presidida por Mário Ledo, resolveu criar a secção de andebol, convidando para director Olindo Anacleto Preto e para treinador Raul Gamito Gomes. Pouco tempo depois, realizaram-se eleições no Vitória e novamente sob o comando de Mário Ledo, foi nomeado director do andebol o dirigente Júlio da Silva Tavares, que foi indiscutivelmente o grande impulsionador e obreiro da modalidade no Vitória de Setúbal. Logo na década de 60, começaram a despontar os primeiros grandes valores do andebol do clube, entre os quais Joaquim Tavira (o primeiro internacional do andebol vitoriano), Octávio Albino, José Luís Cunha da Silva, Manuel Manita (mais tarde treinador do Vitória e selecionador nacional), Carlos Custódio e Vítor Dias. Nos finais da década seguinte, surgiu o mais talentoso dos jogadores setubalenses, António Morais, o mais internacional jogador sadino, que havia de capitanear a equipa numa fase de novo fulgor entre os anos de 1981 e 1989. Foram as épocas de ouro do andebol vitoriano, com o Pavilhão Antoine Velge sistematicamente lotado. No campeonato nacional, a equipa sénior conseguiu um 2º e vários 3ºs lugares, chegando a lutar várias vezes pelo troféu. Como troféus oficiais, o Vitória FC conta com 1 Campeonato Nacional da Segunda Divisão, em 1980-81, 1 Campeonato Nacional da Terceira Divisão, em 2008-09, 1 Campeonato Nacional de Juniores, em 1974-75, 1 Campeonato Nacional de Juniores da Segunda Divisão, em 1990-91, além de vários campeonatos regionais. Atualmente, e após ter passado algumas dificuldades, a equipa sénior milita na Segunda Divisão Nacional, e desde a época 2015-16 que tem lutado pela subida à Primeira Divisão, com o Pavilhão Antoine Velge a ter recebido grandes enchentes desde aí e a ter-se tornado novamente um inferno.

### Atletismo
A modalidade começou a ser praticada no Vitória nos anos de 1920, quando encontrou em César Neto um dos seus maiores propagandistas. O mesmo estreou-se em Lisboa numa prova de 9 quilómetros, com as cores do Vitória, alcançando o 1º lugar e vencendo nomes consagrados na época. Depois desta primeira fase de sucessos, o Vitória só voltou a encontrar um novo período áureo nos anos 60, quando pela mão do treinador e antigo atleta Fernando Marques, se destacaram alguns nomes de entre os muitos que brilharam nessa fase: Adelaide Marques, especialista em barreiras e salto em comprimento; Adelaide Pereira, Amélia Carriço, Célia Ezequiel e Fernando Ferreira, velocistas; Irene Gomes, destacada corredora de 800 e 1.500 metros e Maximiano Pinheiro, campeão nacional de 10.000 metros e de corta-mato. O segundo período de sucesso, aconteceu nos anos 70, quando o Vitória viu, pela primeira vez, atletas suas (Cristina Abreu e Zaida Camalhão), embora ainda que juniores, integrarem a seleção nacional sénior que alcançou a meia-final da Taça da Europa. Durante esta década de 1970, o atletismo vitoriano viveu os seus melhores anos, com Cecília Ganilho a deter a segunda melhor marca absoluta do lançamento do disco; Rui Silva sagrou-se campeão nacional de juniores em salto em altura em 1978; Jorge Grave, lançador do martelo e do disco, foi um dos maiores valores nacionais de sempre; Fernando Marques foi uma enorme esperança no lançamento do dardo e outros nomes como os de Fernando Neutel, José Santos, António Caravela, Luís Serrano e Artur Nogueira fizeram grandes classificações nos mais variados ramos do atletismo. Nos anos 80, Maria José Travessa, saltadora em altura, chegou a ser recordista nacional absoluta e arrecadou vários troféus nacionais com as cores da camisola do Vitória de Setúbal. Também Ana Freire, Fernando Tavares, Ricardo Pires e Sérgio Brito na velocidade; André Couto no salto em altura; Cláudia Ferreira e Liberata Borralho no lançamento do disco; Daniel Pó e Luís Neves no salto em comprimento; e João Sebastião e Orlando Alves nos 400 metros barreiras asseguraram as boas campanhas de atletismo do Vitória Futebol Clube. O atletismo, é aliás, a modalidade do Vitória que conta com maior número de troféus conquistados, quer a nível regional, quer a nível nacional e que mais atletas levou à seleção nacional.

### Basquetebol
O basquetebol masculino surgiu no Vitória Futebol Clube no ano de 1933, pela mão de Manuel Ferro, tendo em 1948 apresentado, pela primeira vez, uma equipa de júniores, treinada por Manuel Rui Fernandes. Esta secção foi extinta em 1955, devido aos seus elevados custos, mas veio a ser reativada em 1963. Nesta década a equipa conheceu enorme dinamismo, chegando a movimentar mais de 100 atletas de competição. O sector masculino estava dividido em 4 categorias, estando o grupo de seniores a participar na Primeira Divisão Nacional, com excelentes resultados. Na intenção de formar os seus próprios jogadores, o Vitória criou as secções de infantis, de juvenis e de juniores cujos técnicos eram, em 1963, Fernando Vasco, Aurélio Faria e Rui Farinha, respectivamente. Em 1963 foi criada a secção feminina, embora só tenha oficializado no ano seguinte, com a participação na Taça Annegret Costa. A equipa feminina foi mesmo campeã regional em 1964 e no campeonato nacional classificou-se em 4º em 1964-65 e em 3º em 1965-66. Na época de 1970-71, a equipa sadina mantinha as três equipas masculinas e uma feminina, e iniciou um grupo de mini-basquetebol. Em 1973-74 começaram as primeiras competições no novo escalão de iniciados. Foi 2º classificado do Distrito e participou na fase final do 1º Campeonato Nacional em Viseu, com o Barreirense, Porto e Beira-Mar. Então, a modalidade voltou a paralisar e só veio a ser retomada em 1989. Em 1993-94, o Vitória subiu à Primeira Divisão Nacional (com uma equipa recheada de grandes talentos, como Mike Yoest, Jay Lee ou Carlos Freira), esteve na final da Taça da Liga dos Clubes, ganhando a série na qual participaram as equipas do Sporting, Estrela da Avenida, Imortal e Barreirense, e jogou com o Benfica, no Crato (tendo sido este jogo televisionado). A modalidade foi extinta em 1995.

### Chinquilho
A secção foi fundada nos anos de 1930, e a modalidade cotou-se como uma das melhores formações nacionais, tido nas suas fileiras o tricampeão nacional João Carvalho Formiga.

### Ciclismo
O ciclismo é uma modalidade de sempre do Vitória de Setúbal. Fez-se representar por várias vezes, sempre com brilho, na volta a Portugal e, apesar de ter terminado em 1952, por lá pedalaram nomes como Álvaro Amaro, Salvador Vilas, Albuquerque, Vasco, Carlos Ferraria, Horizonte Rosa, Joaquim Amaro, João Santos, Libertino de Matos, Pinto Ribeiro, Duarte Ferreira, João de Oliveira, António Vieira e Carvalheira Nunes (estes últimos 6 participaram na volta a Portugal de 1951 em representação do Vitória), entre outros. Saliente-se, nos anos 20, a ciclista Oceana Zarco, uma das melhores ciclistas nacionais, vencedora da 3ª volta a Lisboa em 1926, da 1ª volta ao Porto em 1926 e da 1ª volta a Setúbal em 1929, um autêntico símbolo da história do Vitória FC e das mulheres, que na altura, tinham muitos poucos direitos. Em 1999, pela mão de Silvino Corvo, o Vitória de Setúbal decidiu regressar às lides velocipédicas voltando a ter uma equipa de ciclismo. Apesar da sua curta duração, a mesma participou na volta a Portugal de 2000, Taça de Portugal, volta ao Alentejo, volta ao Algarve e alcançou os títulos de campeão nacional/ contrarrelógio individual (Sérgio Paulinho) e campeão nacional/ contrarrelógio por equipas através dos seus atletas Sérgio Paulinho, Hermano Vieira, Bruno Nunes, Ivo Amendoeira e Luís Gouveia.

### Futebol de Salão
A modalidade, fundada por Fernando Coelho em 1989, existiu durante 9 anos. O sucesso do futebol de salão no Vitória de Setúbal foi praticamente imediato, já que, ao entrar diretamente na Segunda Divisão Nacional, foi campeão nacional. Dessa excelente equipa que conquistou um troféu ímpar na história do clube faziam parte jogadores que representaram algumas das melhores equipas nacionais e regionais como: Jorge Santos, Manuel Goes, João Veríssimo, Carlos Manuel, Francisco Esteves (Chicão), Henrique Silva, José Marcelino, Francisco Oliveira (Chiquinho), Luís Rocha (Manolo), Américo (Meca) e Paulinho. Posteriormente, e durante a sua existência, a modalidade desenvolveu um excelente trabalho grangeando prestígio a nível nacional e internacional.  O Vitória de Setúbal foi escolhido para organizar o segundo grupo da Taça dos Campeões Europeus de Futebol de Salão em 1992, a final da Taça de Portugal e o estágio da seleção nacional.

### Futsal
A 8 de Junho de 2000, sob proposta de João Vila-Lobos, foi criada a secção de futsal feminino do Vitória Futebol Clube. Em 4 de Setembro de 2002, foi criada a secção de futsal masculino. Atualmente a equipa masculina do clube milita no Campeonato Nacional da III divisão de futsal.

### Ginástica
Em 1963, foi criada uma comissão denominada Secção para as Instalações Desportivas, a qual era constituída por José Páscoa, José Sousa, Manuel Machado, Manuel Manita, Rui Quintas e Silvério Jones. Todos se comprometeram a realizar festivais, excursões e outras atividades até se concluirem as obras para a criação da Secção de Ginástica, aproveitando as infraestruturas existentes nos baixos das bancadas do Estádio do Bonfim, nomeadamente no lado Norte. Após alguns anos e várias adversidades, a secção de ginástica do Vitória abriu as suas portas em Outubro de 1973, iniciando a atividade com classes que abrangiam uma faixa etária entre os 3 e os 10 anos de idade. Com o decorrer do tempo e a franca expansão da modalidade, os ginásios do Vitória FC tornaram-se locais de culto da prática desportiva na cidade de Setúbal, chegando a ter 1.700 alunos inscritos atualmente. Decidiram então os responsáveis da modalidade participar em eventos competitivos nas modalidades de ginástica desportiva, tumbling e trampolins, onde de imediato, uma atleta, Ana Cristina dos Santos se evidenciou, ao sagrar-se campeã nacional de duplo-mini-trampolim, numa prova realizada nas instalações do Lisboa Ginásio Clube, em Dezembro de 1980. Todos os anos o Pavilhão Antoine Velge enche para ver os incríveis saraus de ginástica do Vitória FC, realizados há mais de 30 anos, e a secção tem vindo a mostrar cada vez mais e melhor trabalho feito.

### Halterofilismo
Foi nos anos 1960 à mesa do Café Esperança, que os professores Domingos do Rosário e Luís Paquete estabeleceram conversações no sentido de este representar o Vitória de Setúbal em halterofilismo. A proposta, apresentada a Fernando Pedrosa, então presidente da direção, foi aceite, tendo levado ao incremento da modalidade com dezenas de praticantes. Na época de 1967-68 e numa prova que o Vitória organizou na FNAT, atual INATEL, o atleta Luís Paquete alcançou os mínimos para os Jogos Olímpicos do México, em 1968. Tendo já anteriormente participado nos Jogos Olímpicos de Roma em 1960, o consagrado halterofilista fez ainda parte, desta vez como treinador nacional, da equipa olímpica de Los Angeles de 1984. Luís Paquete (sempre apoiado pelo médico dr. Gaston de Sousa e pelo massagista Fernando Lima) e a respectiva secção, levaram o nome do Vitória de Setúbal a vários campeonatos do Mundo e da Europa, tanto como atleta, como árbitro internacional de primeira categoria.

### Hóquei em Campo
No hóquei em campo o Vitória também teve uma equipa de notável relevo. Já em 1930, a equipa colaborou na inauguração oficial da secção da mesma modalidade do União Futebol Avenida, que ocorreu no dia 26 de Outubro. De salientar a predominância do público feminino que enchia grande parte dos camarotes nos jogos.

### Jogo de Pau
Entre as inúmeras modalidades desportivas praticadas por adeptos do Vitória Futebol Clube a modalidade do jogo de pau foi sem dúvida uma das primeiras a ser realizadas. A equipa do Ginásio Clube Português cooperou com o Vitória para o desenvolvimento desta modalidade e em 18 de Junho de 1922, pode-se confirmar que a modalidade existiu no Vitória por ação do combate dos irmãos Francisco e Frederico Hopffer.

## Futebol

### Seniores masculinos

#### Palmarés
| Competições Nacionais | Competições Nacionais                     | Competições Nacionais | Competições Nacionais                                                                                                |
|                       | Competição                                | Venceu                | Temporadas |
| --------------------- | ----------------------------------------- | --------------------- | --- |
|                       | Taça de Portugal                          | 3                     | 1964/65 , 1966/67 e 2004/05                                                                                          |
|                       | Taça da Liga                              | 1                     | 2007/08 |
| Competições Regionais |                                           |                       | |
|                       | Competição                                | Venceu                | Temporadas |
|                       | Campeonato Regional de Lisboa             | 2                     | 1923/24, 1926/27 |
|                       | Campeonato Regional de Setúbal            | 13                    | 1927/28, 1928/29, 1930/31, 1931/32, 1932/33, 1933/34, 1934/35, 1935/36, 1936/37, 1943/44, 1944/45, 1945/46 e 1946/47 |
|                       | Campeonato Regional de Setúbal Divisão II | 1                     | 2024/25 |
| Total                 |                                           |                       | |
|                       | Total de troféus                          | 19                    | 4 Nacionais e 15 Regionais                                                                                           |

| Outras Conquistas | Outras Conquistas | Outras Conquistas | Outras Conquistas |
|                   | Competição        | Venceu            | Temporadas        |
| ----------------- | ----------------- | ----------------- | ----------------- |
|                   | Supertaça Ibérica | 1                 | 2005              |

 Campeão Invicto
Futebol de formação - Campeão Nacional da Segunda Divisão em 2015/16 - Júniores

#### Outras conquistas
| Internacionais                                 | Internacionais | Internacionais |
| Competição                                     | Venceu         | Anos           |
| Troféu Ibérico                                 | 2              | 1968 e 1974    |
| Mini-Copa do Mundo                             | 1              | 1970           |
| Troféu Teresa Herrera                          | 1              | 1968           |
| Troféu Internacional da Califórnia - Palo Alto | 1              | 1969           |
| Troféu Cidade de Zamora                        | 1              | 1981           |
| Troféu San Juan de Sabagun                     | 1              | 1974           |
| Troféu Cidade de Melilla                       | 1              | 1982           |
| Troféu Costa Verde de Gijón                    | 1              | 1966           |
| Troféu Estado de São Paulo                     | 1              | 1929           |
| Troféu Portuguesa de Desportos                 | 1              | 1970           |
| Troféu Avé Cézarte Victor Salvet               | 1              | 1929           |
| Troféu Costa Azul                              | 1              | 1988           |
| Torneio Internacional do Sado                  | 1              | 2019           |
| ---------------------------------------------- | -------------- | -------------- |

## Condecorações
Condecorações atribuídas ao Vitória FC:
- Oficial da Ordem de Benemerência em 30 de Maio de 1932 (pela mão do presidente da república Óscar Carmona)
- Medalha de Bons Serviços Desportivos em 16 de Setembro de 1962 (pela mão do presidente da república Américo Tomás)
- Pessoa Coletiva de Utilidade Pública
- Medalha de Honra da Cidade de Setúbal
- Membro Honorário da Ordem do Infante D. Henrique em 9 de Dezembro de 1985 (pela mão do presidente da república Ramalho Eanes)
- Medalha de Honra ao Mérito Desportivo
- Membro Honorário da Ordem de Instrução Pública
- Sócio Honorário da Associação de Futebol de Setúbal

## Dados e estatísticas por Competição
| Competição                  | Nº Presenças | Venceu |
| --------------------------- | ------------ | ------ |
| Temporadas na 1ª            | 72           | 0      |
| Temporadas na Liga de Honra | 5            | 0      |
| Temporadas na 2ª            | 8            | 0      |
| Temporadas na 3ª            | 1            | 0      |
| Taça de Portugal            | 75           | 3      |
| Taça da Liga                | 8            | 1      |
| Supertaça de Portugal       | 2            | 0      |
| Campeonato AF Lisboa        | 9            | 2      |
| Campeonato AF Setúbal       | 19           | 13     |

## Historial
Percurso do Vitória nas competições nacionais:
- Campeonato de Portugal - 13 presenças– melhor: 1 Vez Vice Campeão do Campeonato de Portugal (1926/27)
- Campeonato Nacional da I Liga - 3 presenças– melhor: 5º lugar (1934/35; 1935/36)
- Campeonato Nacional da I Divisão - 63 presenças
- 1 vez Vice Campeão Nacional na 1ª Divisão - (1971/72)
- 3 vezes 3º Classificado - (1969/70); (1972/73); (1973/74)
- Campeonato Nacional da II Liga - 1 presença – melhor: Vencedor da Zona D e do Grupo 9 (1937/38)
- Campeonato Nacional da II Divisão de Honra - 8 presenças - melhor: 1 Vez Vencedor da Zona Sul (1986/87)
- Campeonato Nacional da II Divisão - 5 presenças – melhor: 2 Vezes Vice Campeão (1995/96; 2003/04)
- 3 Taças de Portugal - 64 presenças – Melhor: Vencedor (1964/65; 1966/67; 2004/05)
- 7 Vezes Finalista Vencido da Taça de Portugal- (1942/43; 1953/54; 1961/62; 1965/66; 1967/68; 1972/73; 2005/06)
- 19 vezes semifinalista da Taça de Portugal
- Supertaça Cândido Oliveira - 2 presenças - melhor: finalista (2005/06, 2006/07)
- Taça das Taças - 3 presenças – melhor: 1/8 Final (1967/68)
- Taça das Cidades com Feira / Taça Uefa - 12 presenças – melhor: 1/4 Final (1968/69; 1970/71; 1972/73; 1973/1974)
- 1 Taça da Liga - 4 presenças - melhor: Vencedor (2007/08)
- Campeonato de Setúbal - 19 presenças – melhor: Campeão (1927/28; 1928/29; 1931/32; 1932/33; 1933/34; 1934/35; 1935/36; 1936/37; 1943/44; 1944/45; 1945/46; 1946/47)
- Campeonato de Lisboa em 1ªs categorias - 6 presenças– melhor: Campeão (1923/24; 1926/27)
- Campeonato de Lisboa em 2ªs categorias - 12 presenças – melhor: Campeão (1916/17; 1921/22; 1925/26)
- Campeonato de Lisboa em 3ªs categorias - 8 presenças - melhor: 2º lugar (1926/27)
- Campeonato de Lisboa em 4ªs categorias - 2 presenças - melhor: 2º lugar (1926/27)

## Filiais e delegações
O Vitória Futebol Clube, sob a forma de representação, delegação ou até mesmo filial, esteve desde sempre representado com maior ou menor preponderância, em várias regiões de Portugal e do globo.
As filiais do Vitória foram/são as seguintes:
- Vitória Futebol Clube da Praia (Cabo Verde)
- Vitória FC de Antuérpia (Bélgica)
- Futebol Clube Vitória de Setúbal de Dili (Timor-Leste)
- Vitória de Setúbal Club of Toronto (Canadá)
- Vitória de Sambizanga (Angola), fundado em 1980
- Grupo Desportivo Vitória da Bela Vista (São Tomé e Príncipe)
- Vitória Futebol Clube Ermidense (Ermidas do Sado)
- Vitória Clube do Pico da Pedra (Açores)
- Vitória Futebol Clube do Riboque (São Tomé e Príncipe)
- Vitória Futebol Clube Mindense (Minde)
- Estrela Futebol Clube de Vendas Novas (Vendas Novas)
- Vitória Futebol Clube Barreirense (Barreiro)
- Vitória Futebol Clube Sesimbrense (extinto em 1947)
- Vitória Futebol Clube de Famalicão (extinto em 2010)
- Vitória Futebol Clube de Campo Maior (extinto em 1927)
- Marítimo FC Sineense (extinto em data desconhecida)
- Vitória FC Aljustrelense (fundado em 1923)

## Presidentes
Em toda a sua história, o Vitória Futebol Clube teve 41 presidentes, entre os quais se pode referir os mais históricos, como é o caso de Fernando Pedrosa, Fernando Oliveira, Silvério Jones, Chumbita Nunes, Mário Ledo, Mariano Augusto Coelho, entre outros.
Os presidentes do Vitória FC foram os seguintes:
- 1° - Manuel dos Santos Barreira (1911-1914)
- 2° - Jorge de Sousa (1914-1917)
- 3° - Henrique Augusto Rosa (1917-1920)
- 4° - João Maria da Silva (1920-1923)
- 5° - Mariano Augusto Coelho (1923-1927; 1930-1932; 1936-1938; 1951-52)
- 6° - Cap. José de Almeida Cassar (1927-1928)
- 7° - Guilherme da Silva Faria (1928-30)
- 8° - Dr. Manuel de Assunção Antunes (1932-33; 1946-1948)
- 9° - Dr. Luís Portugal da Fonseca e Melo (1933-34)
- 10° - Carlos Trigo (1934-35)
- 11° - Manuel Machado Prompto (1935-38)
- 12° - Dr. Álvaro Gomes (1938-39)
- 13° - José Guilherme dos Santos (1939-1941)
- 14° - Evaristo Pimentel (1941-1944)
- 15° - Dr. António Carmona (1944-45)
- 16° - Dr. Artur Gago da Silva (1945-46)
- 17° - Eugénio Moreira Rodrigues (1948-1950)
- 18° - Francisco Ahrens Novais (1950-51)
- 19° - Mário Ledo (1952-1954; 1955-1960)
- 20° - Cor. Jacinto António Frade Júnior (1954-55)
- 21° - Virgílio Saraiva Fernandes (1960-1962)
- 22° - Dr. Manuel José Constantino de Góis (1962-63)
- 23° - Dr. António Cândido Gaston de Sousa (1963-64)
- 24° - Fernando Pedrosa (1964-1969; 1971-1972; 1982-1985; 1991-1994)
- 25° - Dr. Aníbal Pescadinha (1969-71)
- 26° - António Xavier de Lima (1972-1974)
- 27° - Silvério Pereira Jones (1974-1979; 1985-1986)
- 28° - Sérgio Pina Martins Pintado (1979)
- 29° - Dr. Henrique Paulo Neves Soudo (1979-1981)
- 30° - Luís Neves Sousa Nunes (1981-82)
- 31° - Fernando Oliveira (1986-1991; 2009-2017)
- 32° - Manuel Aurélio Cruz (1994-95)
- 33° - Eng. António Justo Tomás (1995-1998)
- 34° - Cte. José Sousa e Silva (1998-2001)
- 35° - Dr. Manuel Jorge Forte de Goês (2001-2003)
- 36° - Dr. Rui Chumbita Nunes (2003-2006)
- 37° - Arq. Jorge Santana da Silva (2006-07)
- 38° - Carlos Costa (2007-08)
- 39° - Luís Lourenço (2008-09)
- 40° - Vítor Hugo Valente (2017-2020)
- 41° - Paulo Gomes (2020)
- 42º - Paulo Rodrigues (2020)
- 43º - Carlos Silva (2020-2025)
- 44º - Francisco Alves Rito (2025-atualmente)

## Treinadores
- Arthur John (1923-29)
- João dos Santos (1935-38; 1939-43)
- Augusto Szabo (1938-39)
- Armando Martins (1943-47; 1949-50)
- Alexandre Peics (1947-48)
- António dos Santos Palhinhas (1948-49)
- Pedro Arezo Aranburu (1950-51)
- Eduardo Augusto Ferreira (1951-52)
- Fernando Vaz (1951-52; 1961-62; 1964-69; 1976-78)
- Janos Biri (1952-1955; 1961-62)
- Rino Martini (1955-56)
- Umberto Buchelli (1956-59)
- Janos Tatrai (1959-60)
- Óscar Montez (1960-61)
- Filpo Nunez (1962-63)
- Francisco Reboredo (1963-64)
- José Maria Pedroto (1969-74)
- José Augusto (1974-75)
- Mário Lino (1975-76)
- Carlos Cardoso (1978-79; 1998-00; 2002-03; 2006-07)
- Jimmy Hagan (1979-80)
- Prof. Rodrigues Dias (1980-81)
- Peres Bandeira (1981-82)
- Manuel de Oliveira (1982-86)
- Malcolm Allison (1986-88)
- Manuel Fernandes (1988-90; 2009-2011)
- Quinito (1990-91)
- Raúl Águas (1991-94)
- Abel Braga (1994-95)
- Félix Mourinho (1996-97)
- Quinito (1995-96)
- José Antonio Barrios (1997-98)
- Rui Águas (1999-01)
- Jorge Jesus (2000-02)
- Luís Campos (2002)
- Carlos Carvalhal (2003-04; 2007-08)
- José Couceiro (2004-05)
- José Rachão (2004-05)
- Luís Norton de Matos (2005)
- Hélio Sousa (2005-07)
- António Conceição (2006-07)
- Daúto Faquirá (2008-2009)
- Luís Freitas Lobo (2009)
- Bruno Ribeiro (2011 - 2012)
- José Mota (2012 - Dezembro 2013)
- José Couceiro (Dezembro 2013 - Junho 2014)
- Domingos Paciência (Julho 2014 - Janeiro 2015)
- Bruno Ribeiro (Janeiro 2015 - Julho 2015)
- Quim Machado (Agosto 2015 até Junho 2016)
- José Couceiro (Julho 2016 até Maio 2018)